# Berry Berenson
Berinthia "Berry" Berenson (New York, 14 april 1948 – New York, 11 september 2001) was een Amerikaans fotografe en actrice.
Berenson was in de jaren zestig aanvankelijk model en stortte zich vervolgens op een loopbaan als fotografe. Haar foto's werden onder meer gepubliceerd in Life en Newsweek. Als actrice was ze te zien in Remember my Name uit 1978. Ze had verder kleine bijrollen in Winter Kills (1979) en Cat People (1982)
Berenson was een zus van actrice Marisa Berenson. Ze was van 1973 tot zijn overlijden in 1992 getrouwd met acteur Anthony Perkins, haar tegenspeler in de film Remember My Name. Berry Berenson kwam op 53-jarige leeftijd om het leven bij de aanslagen op 11 september 2001. Ze was een passagiere van American Airlines-vlucht 11.